# نام ماه‌ها (کشورهای عربی)
نام ماه‌ها در بین کشورهای جهان گوناگون است. از زمان‌های قدیم، اعراب از تقویم قمری پیروی کرده و مسلمانان اولیه، آغاز سال قمری را سال هجرت محمد بن عبدالله به مدینه قرار داده و اینگونه، سال هجری قمری ابداع شد. این اتفاق، در زمان عمر بن الخطاب، خلیفه دوم، یعنی ۱۷ سال پس از هجرت رخ داد. توافق شد ابتدای سال هجری قمری، روز نخست از ماه محرم باشد.
دو گاه‌شمار در جهان عرب استفاده شده‌است:
1. گاه‌شمار هجری قمری
2. گاه‌شمار میلادی.

تقویم هجری بر پایه سال قمری شکل گرفته و در مناسبت‌های اسلامی به کار می‌رود. این گاه‌شمار، گاه‌شمار رسمی در عربستان سعودی است.

## سال قمری
نام «سال قمری» از چرخش ۱۲ باره ماه دور کره زمین گرفته شده‌است. هر ماه قمری، توسط شکل‌های ماه مشخص می‌شود؛ آغاز هر ماه، شبی است که نخستین نور ماه به صورت هلالی باریک دیده شود. همان شب، پایان شب پیشین نیز شمرده می‌شود. پیدایش هلال ماه، بزرگ شدن آن و دوباره باریک شدن و کوتاه شدن آن، یک ماه قمری را می‌سازد و این دوره ۱۲ بار تکرار شده و سال قمری را می‌سازد. 

### نام ماه‌های هجری
1. محرم
2. صفر
3. ربیع الاول
4. ربیع الثانی یا ربیع الآخر
5. جمادی الاولی یا جمادی الاول
6. جمادی الآخره یا جمادی الثانی
7. رجب
8. شعبان
9. رمضان
10. شوال
11. ذوالقعده
12. ذوالحجه

## سال خورشیدی

### نامگذاری ماه‌های در کشورهای عربی شرقی
کشورهای عربی مشرق، به ویژه عراق و سوریه نام ماه‌های آشوری را تصویب کرده‌اند، که عبارتند از
1. کانون الثانی
2. شباط
3. آذار
4. نیسان
5. أیار
6. حزیران
7. تموز
8. آب
9. أیلول
10. تشرین الأول
11. تشرین الثانی
12. کانون الأول

### نامگذاری ماه‌ها در دیگر کشورهای عربی
1. ماه اول ینابر؛ در کشورهای عربی حوزه خلیج فارس، مصر، سودان، لیبی و مراکش. در کشورهای الجزایر و تونس به آن جانفی گفته شده‌است.
2. ماه دوم فوریه؛ در کشورهای عربی حوزه خلیج فارس، مصر، سودان، لیبی و مراکش. در کشورهای الجزایر و تونس به آن فیفری گفته شده‌است.
3. ماه سوم در همه کشورها ماه مارس خوانده شده‌است.
4. ماه چهارم ماه أبریل؛ در کشورهای عربی حوزه خلیج فارس، مصر، سودان، لیبی و مراکش. در کشورهای الجزایر و تونس به آن أفریل گفته شده‌است.
5. ماه پنجم ماه مایو؛ در کشورهای عربی حوزه خلیج فارس، مصر، سودان و لیبی. در کشورهای الجزایر، تونس و مراکش به آن مای گفته شده‌است.
6. ماه ششم یونیو؛ در کشورهای عربی حوزه خلیج فارس، مصر، سودان، لیبی و مراکش. در کشورهای الجزایر و تونس به آن جویان گفته شده‌است.
7. ماه هفتم یولیو؛ در کشورهای عربی حوزه خلیج فارس، مصر، سودان و لیبی. در مراکش به آن یولیوز و در الجزایر و تونس به آن جویلیه گفته شده‌است.
8. ماه هشتم أغسطس؛ در کشورهای حوزه خلیج فارس، مصر، سودان و لیبی. در مراکش به آن غشت و در الجزایر و تونس به آن اوت گفته شده‌است.
9. ماه نهم سبتمبر؛ در کشورهای حوزه خلیج فارس، مصر، سودان، لیبی، الجزایر و تونس. در کشور مراکش به آن شتنبر گفته شده‌است.
10. ماه دهم اکتوبر
11. ماه یازدهم نوفمبر. در مراکش به آن نونبر گفته شده‌است.
12. ماه دوازدهم دیسمبر. در موریتانی و مراکش به آن دجمبر گفته شده‌است.

## جدول نام ماه‌ها بر پایه تقویم‌ها
| عدد ماه | ماه‌های قمری  | ماه‌های سریانی | ماه‌های قبطی | ماه‌های عربی | ماه‌های رومانی، عربی شده از لاتین | ماه‌های رومانی، عربی شده از فرانسوی |
| ------- | ------------ | ------------- | ----------- | ----------- | -------------------------------- | ---------------------------------- |
| ۰۱      | محرم         | کانون الثانی  | طوبة        | ینایر       | ینایر                            | جانفی                              |
| ۰۲      | صفر          | شباط          | أمشیر       | فبرایر      | فبرایر                           | فیفری                              |
| ۰۳      | ربیع الأول   | آذار          | برمهات      | مارس        | مارس                             | مارس                               |
| ۰۴      | ربیع الآخر   | نیسان         | برمودة      | أبریل       | أبریل                            | أفریل                              |
| ۰۵      | جمادی الأولی | أیار          | بشنس        | مایو        | مای                              | مای                                |
| ۰۶      | جمادی الآخرة | حزیران        | بؤونة       | یونیة       | یونیو                            | جوان                               |
| ۰۷      | رجب          | تموز          | أبیب        | یولیة       | یولیوز                           | جویلیة                             |
| ۰۸      | شعبان        | آب            | مسری        | أغسطس       | غشت                              | أوت                                |
| ۰۹      | رمضان        | أیلول         | توت         | سبتمبر      | شتنبر                            | سبتمبر                             |
| ۱۰      | شوال         | تشرین الأول   | بابة        | اکتوبر      | أکتوبر                           | أکتوبر                             |
| ۱۱      | ذو القعدة    | تشرین الثانی  | هاتور       | نوفمبر      | نونبر                            | نوفمبر                             |
| ۱۲      | ذو الحجة     | کانون الأول   | کیاهک       | دیسمبر      | دجنبر                            | دیسمبر                             |